# Àhmad al-Badawí
Abu-l-Fityan Àhmad al-Badawí, més conegut simplement com a Àhmad al-Badawí —àrab: أحمد البدوي, Aḥmad al-Badawī— (Fes, 1200 - Tanta, 24 d'agost del 1276) fou un asceta sufí marroquí conegut com a sayyid Badawí. Va fundar la tariqa badawiyya, que va ser molt popular a Egipte durant el període dels mamelucs i dels otomans. Membres de la confraria van arribar fins a Turquia, on l'ensenyament va perdurar fins a la instauració de la república. A Egipte és un sant venerat a qui s'atribueixen diversos miracles. Durant les festivitats del seu aniversari, la població de Tanta augmenta fins a gairebé doblar-se.